# Steve Lomas
 Stephen Martin „Steve“ Lomas (* 18. Januar 1974 in Hannover) ist ein ehemaliger nordirischer Fußballspieler und -trainer. Als Mittelfeldspieler war er vor allem in den 1990er- und frühen 2000er-Jahren in der Premier League für Manchester City und West Ham United aktiv. Dazu absolvierte er 45 A-Länderspiele für Nordirland in den Jahren 1994 bis 2003.

## Sportlicher Werdegang

### Karriere als Vereinsfußballer
Lomas wurde in der deutschen Stadt Hannover geboren, was daran lag, dass sein Vater als Soldat der britischen Streitkräfte dort stationiert war. Kurz darauf lebte er in Hongkong, bevor die junge Familie Lomas nach Coleraine in Nordirland zog. Fußballerisch entstammte er der Jugendarbeit des englischen Klubs Manchester City, in dessen Profiabteilung er im Januar 1991 aufrückte. Als passstarker Mittelfeldspieler mit einem guten Ballgefühl debütierte er am 25. September 1993 in der Premier League auswärts gegen Sheffield United (1:0) und arbeitete sich fortan sukzessive in die Stammformation. Nachdem er in der Saison 1994/95 noch vergleichsweise wenige 20 Ligaeinsätze vorweisen konnte – auch bedingt durch einige Verletzungspausen und Sperren –, etablierte er sich in der Spielzeit 1995/96 als Schaltstelle bei den „Citizens“. Diese Saison endete jedoch unglücklich mit dem Abstieg in die zweite Liga (aufgrund einer schlechteren Tordifferenz) und Lomas selbst hatte Pech, als ihm ein mitentscheidendes Eigentor beim 2:2-Remis gegen den FC Liverpool am letzten Spieltag unterlief. Nach Wechselgerüchten im Sommer 1996 in Verbindung mit dem FC Wimbledon blieb Lomas dem Verein zunächst erhalten und er zeigte sich in einer turbulenten Saison mit fünf verschiedenen Trainern (zuletzt unter Frank Clark) konstant. Etwas überraschend ließ ihn der Verein im März 1997 für eine Ablösesumme von 1,6 Millionen Pfund zum Erstligisten West Ham United ziehen, möglicherweise auch deswegen, weil mit Paul Beesley, Kevin Horlock und Ged Brannan gleich drei „Neulinge“ seine Position übernehmen zu können schienen.
Bei den „Hammers“ übernahm der mit Führungsqualitäten ausgestattete Lomas die Rolle des Mannschaftskapitäns und er erzielte am 25. Januar 1998 den 2:1-Siegtreffer im FA Cup  gegen seinen Ex-Klub aus Manchester. In der darauf folgenden Saison 1998/98 erreichte Lomas mit West Ham einen beachtenswert guten fünften Abschlusstabellenplatz. Dieser reichte zwar knapp nicht für die direkte Qualifikation für den UEFA-Pokal, aber über den UI-Cup (darunter ein Finalerfolg gegen den FC Metz) qualifizierte sich Lomas nachträglich für den Europapokal. Lomas war integraler Bestandteil im Team von Trainer Harry Redknapp, das eine Mischung von im Kern britischen Spielern und extravaganten Stürmern wie Frédéric Kanouté und Paolo Di Canio verfügte. Unterbrochen wurden Lomas' Zeit in West Ham von einigen Langzeitverletzungen, zunächst am Knie und danach eine Blessur am Zeh, die er sich nach einem Zweikampf mit Steffen Freund zugezogen hatte. Ab Januar 2002 erkämpfte er sich seinen Platz in der Mannschaft zurück, aber nach dem Abstieg im Jahr 2003 absolvierte er nur fünf Partien in den anschließenden Zweitligasaison 2003/04. Kurz nach dem Aufstieg im Jahr darauf wechselte Lomas ablösefrei Ende August 2005 zurück in die zweite Liga zu den Queens Park Rangers.
Lomas verbrachte zwei Jahre bei „QPR“ zumeist in der unteren Tabellenhälfte der zweiten Liga, bevor er in der Saison 2007/08 beim FC Gillingham die aktive Laufbahn ausklingen ließ und im semi-professionellen Bereich bei St. Neots Town als Spielertrainer zu arbeiten begann.

### Nordirische Nationalmannschaft
Lomas debütierte am 23. März 1994 für die nordirische Nationalmannschaft anlässlich eines 2:0-Freundschaftsspielsiegs gegen Rumänien. In den nächsten gut neun Jahren sammelte er insgesamt 45 Länderspiele an, aber obwohl er sich an drei Europameisterschafts- und zwei Weltmeisterschaftsqualifikationsrunden beteiligte, blieb ihm eine Teilnahme an einer Endrunde mit Nordirland verwehrt. Er schoss im Verlauf drei Tore (gegen Liechtenstein (4:1) im April 1994, die Slowakei (1:0) im März 1998 und Polen (1:4) im Februar 2002), bevor er sich im April 2003 mit einer 0:2-Niederlage in der Qualifikation gegen den späteren Europameister Griechenland verabschiedete.

### Trainerstationen
Nachdem Lomas Gillingham verlassen hatte, wechselte er kurzzeitig in den Trainerstab von Norwich City, bevor er zwischen März 2009 und Juli 2010 als Spielertrainer für St. Neots Town in der Southern League arbeitete. Diesen Klub führte er zur besten Saisonleistung der letzten 40 Jahre und mit dieser Referenz verließ er den Verein, um sich künftig im Profibereich zu etablieren. Dazu übernahm er im Februar 2011 bei West Ham United die Reservemannschaft, bevor er im November 2011 einen Zweieinhalbjahresvertrag beim schottischen Erstligisten FC St. Johnstone unterzeichnete. Dort hatte kurz zuvor Derek McInnes den Klub in Richtung des englischen Zweitligisten Bristol City verlassen und nach Lomas Verpflichtung folgte auch sein ehemaliger Nationalmannschaftskollege Tommy Wright als Kotrainer.
Lomas führte St. Johnstone in der Saison 2011/12 zum ersten Mal seit 1999 in die Top 6 und – bedingt durch den Pokalsieg von Heart of Midlothian – zur Qualifikation für die Europa League. Dort scheiterte er früh am türkischen Vertreter Eskişehirspor. Nach einem holprigen Start in die folgende Spielzeit 2012/13 zeigte sich sein Team im September 2012 sehr formstark und Lomas erhielt die Auszeichnung zum Trainer des Monats (als erster Hauptverantwortlicher des Vereins überhaupt). Mit der besten Erfolgsserie des Klubs seit 1971 belegte der Klub zwischenzeitlich hinter dem späteren Meister Celtic Glasgow den zweiten Platz, bevor letztlich der dritte Abschlusstabellenrang heraussprang.
Mit den Achtungserfolgen in Schottland brachte sich Lomas bei diversen englischen Profivereinen ins Gespräch. Im Juni 2013 vermeldete der Zweitligist FC Millwall seine Verpflichtung. Die Zeit verlief turbulent und in 24 Pflichtspielen war Millwall unter Lomas nur in sechs Partien siegreich. Eine Niederlage am Boxing Day 2013 gegen den FC Watford führte zu seinem Aus und das Team rangierte zu dem Zeitpunkt auf dem 20. Platz bei vier Punkten Abstand zu den Abstiegsrängen.
Obwohl Lomas in den anschließenden Jahren immer wieder einmal als ein möglicher Trainernachfolger gehandelt wurde (speziell in seiner nordirischen Heimat beim Coleraine FC und Glentoran FC), schloss sich im weiteren Verlauf des Jahrzehnts kein weiteres Engagement mehr an.

## Titel/Auszeichnungen
- UEFA Intertoto Cup (1): 1999
- Trainer des Monats (Schottland) (1): September 2012